# Chondriovelum angustilobata
Chondriovelum angustilobata är en mossdjursart som först beskrevs av Moyano 1974.  Chondriovelum angustilobata ingår i släktet Chondriovelum och familjen Onychocellidae. Inga underarter finns listade i Catalogue of Life.